# Kościół św. Wojciecha w Kartuzach
Kościół świętego Wojciecha w Kartuzach – rzymskokatolicki kościół parafialny należący do parafii pod tym samym wezwaniem (dekanat kartuski diecezji pelplińskiej).
W dniu 1 maja 1997 roku rozpoczęła się budowa świątyni na bazie kaplicy, którą dla parafii zakupił i przekazał ksiądz prałat Henryk Ormiński. W dniu 1 października 2016 roku kościół został poświęcony przez biskupa pelplińskiego Ryszarda Kasynę.